# Ratusz w Novým Bydžovie

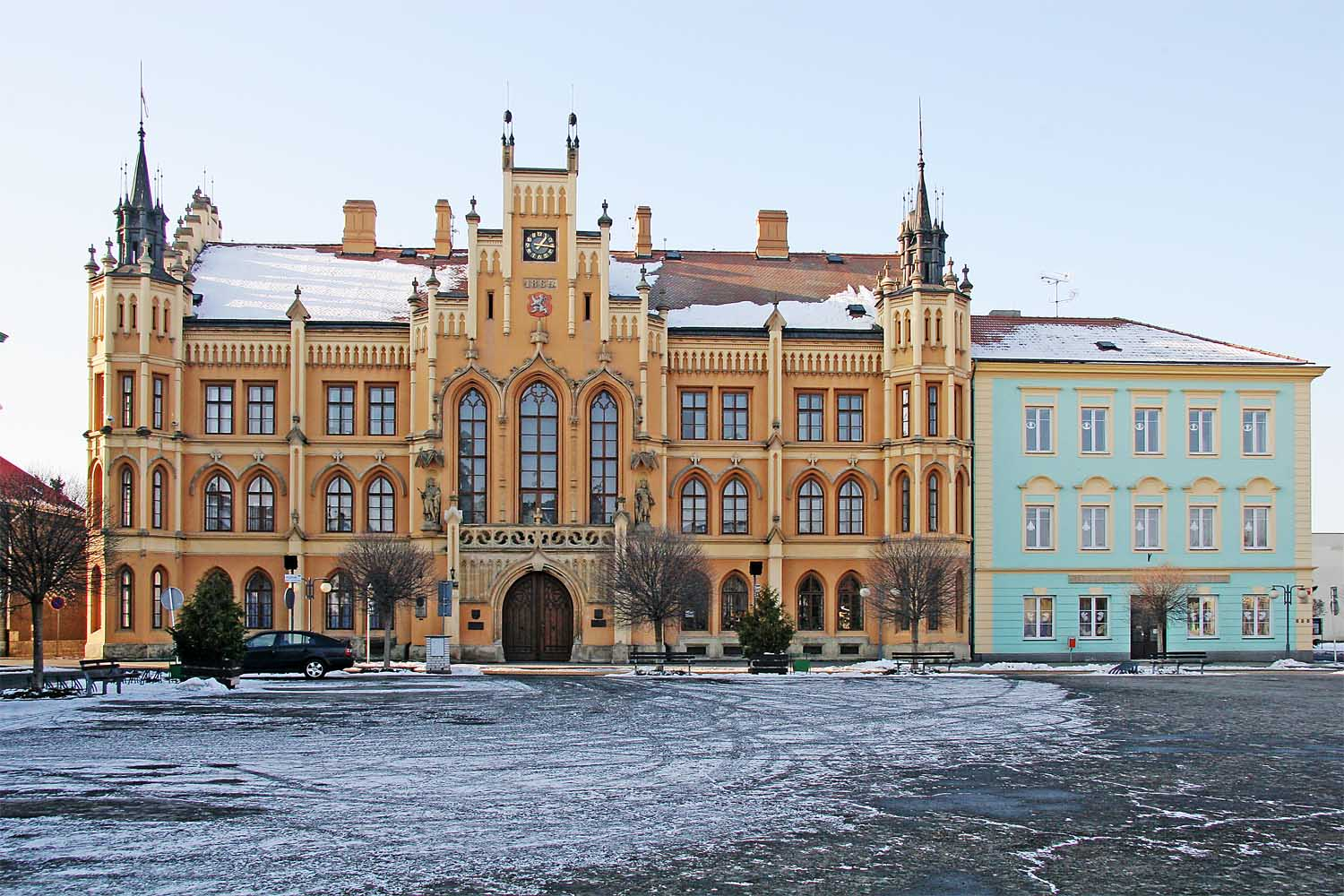
Ratusz w Novým Bydžovie

Ratusz w Novým Bydžovie (cz. Novobydžovská radnice) – neogotycki budynek ratusza w Novým Bydžovie, na Placu Masaryka w Czechach. Jest siedzibą urzędu i rady miejskiej oraz najważniejszym i największym budynkiem na placu. Jest chroniony jako zabytek kultury Republiki Czeskiej.